# Grupa Planowania Nuklearnego
Grupa Planowania Nuklearnego (ang. The Nuclear Planning Group – NPG) – organ decyzyjny NATO w kwestiach związanych z bronią jądrową. Zasiadają w niej reprezentanci wszystkich państw członkowskich NATO, poza Francją – również tych, które nie posiadają broni jądrowej. Działaniami Grupy kieruje Sekretarz Generalny NATO. Działa ona równolegle do Rady Północnoatlantyckiej (NAC). Zajmuje się wszelkimi kwestiami, związanymi z bronią jądrową – m.in. jej zastosowaniem, przechowywaniem, obroną przed nią oraz systemami informacyjnymi i komunikacyjnymi. W zakresie kompetencji Grupy Planowania Nuklearnego leżą także kwestie związane z powstrzymaniem proliferacji broni jądrowej oraz kontrolą bieżących arsenałów jądrowych. Rada spotyka się raz w tygodniu oraz w sytuacjach nadzwyczajnych.